# 11095 Гавана
11095 Гава́на (11095 Havana) — астероїд головного поясу, відкритий 12 серпня 1994 року.
Тіссеранів параметр щодо Юпітера — 3,186.